# Rhinonicteris aurantia
Rhinonicteris aurantia é uma espécie de morcego da família Hipposideridae. É endêmica da Austrália. É a única espécie do gênero Rhinonicteris.